# Dordrecht (1783)
Il Dordrecht era un vascello di linea da 68 cannoni in servizio nella marina olandese tra il 1783 e il 1796. Catturata dai britannici nel 1796 fu incorporata nella Royal Navy con il nome di HMS Dordrecht prestandovi servizio sino al maggio 1823.

## Storia
Realizzato per contro dell'Ammiragliato di Rotterdam venne impostato l'8 gennaio 1783 con il nome di Dordrecht, sotto la direzione di Jacob Spaans,  e varato in quello stesso anno. Nel 1796 era nave di bandiera del contrammiraglio Engelbertus Lucas.
Il vascello venne catturato dai britannici nella baia di Saldanha il 16 agosto 1796. Esso faceva parte di una formazione navale olandese al comando del contrammiraglio Engelbertus Lucas composta dai vascelli Dordrecht (nave ammiraglia, 66 cannoni), Revolutie (capt. Jan Rynbende, 66 cannoni), Van Tromp (capt. Jan Valkenburg, 54 cannoni), dalle fregate Cashtor e Braave (40 cannoni), Siréne (26 cannoni) e Bellona (24 cannoni), dallo sloop Havik (18 cannoni), e dalla nave magazzino Vrouwe Maria. Il 3 agosto lo spionaggio inglese segnalò al viceammiraglio Sir George Keith Elphistone che la squadra olandese aveva gettato l'ancora nella baia di Saldanha. Il 6 agosto Elphistone salpò dalla baia di Simon's con i vascelli Monarch e Tremendous da 74 cannoni, America, Ruby, Stately, Sceptre, Trident e Jupiter da 64 cannoni, le fregate Crescent e Sphynx e gli sloop Moselle, Rattlesnake, Echo e Hope. A causa del maltempo le navi britanniche dovettero rientrare a Simon's il 12 agosto, per prendere subito il mare il 15 appena le condizioni meteorologiche migliorarono. La fregata Crescent aveva segnalato la composizione della squadra olandese a Elphistone, e il giorno 16 le navi britanniche arrivarono in linea di fila a Saldanha bloccando le navi olandesi nella baia.  L'ammiraglio britannico mandò all'ammiraglio olandese un messaggio in cui, data la grande disparità delle forze in campo, lo invitava ad arrendersi senza combattere pena la totale distruzione delle sue navi. La capitolazione fu firmata il giorno 17, e divenne effettiva il giorno dopo.
All'epoca l'armamento del Dordrecht contava su 24 cannoni da 24 libbre sul ponte inferiore, 24 da 18 libbre sul ponte superiore, 6 da 6 libbre sul cassero, 6 cannoni da 6 libbre sul castello di prua, e altri 6 cannoni da 18 libbre in coperta. Rinominata HMS Dordrecht la nave entrò in servizio nel mese di dicembre, al comando del captain Charles Brisbane, con la funzione di guardiacoste al Capo di Buona Speranza. Tra il 1797 e il 1799 fu al comando, in successione, dei captain John Sprat Rainier (aprile-settembre 1797), Samuel Hood Linzee (settembre 1797-gennaio 1798), Charles Brisbane (gennaio 1798-1799). Nel luglio 1799 andò ai lavori preso il cantiere navale di Sheerness per essere trasformata in nave trasporto truppe con armamento ridotto a 48 cannoni. I lavori di trasformazione terminarono nell'agosto successivo al costo di 6.350 sterline, e la nave, armata con 18 cannoni da 24 libbre, 18 da 18 libbre, e 12 da 6 libbre,  passò agli ordini del captain David Atkins. Tra l'aprile e il settembre 1800 fu trasformata in nave caserma presso il cantiere navale di Chatham. Tra il gennaio 1801 e il 1802 fu al comando del captain Robert Honeyman. Nel 1807 fu posta in ordinaria, e nel 1814 fu trasformata in nave prigione. Radiata dal servizio fu venduta per demolizione a John Small Sedge il 21 maggio 1823 per 2.400 sterline.